# Чорноріч'є
Чорнорі́ч'є (рос. Чёрноречье) — село у складі Оренбурзького району Оренбурзької області, Росія.
Стара назва — Чорноріченське.

## Населення
Населення — 1443 особи (2010; 1317 у 2002).
Національний склад (станом на 2002 рік):
- росіяни — 88 %